# Gnamptogenys spiralis
Gnamptogenys spiralis är en myrart som först beskrevs av Vladimir Aphanasjevich Karavaiev 1925.  Gnamptogenys spiralis ingår i släktet Gnamptogenys och familjen myror. Inga underarter finns listade i Catalogue of Life.